# Kören Stämbandet
Kören Stämbandet är en blandad kör i Mjölby som bildades 1976. Körens dirigent sedan bildandet är Karin Wall Källming. 

## Historik
Gunnel Rosell Ericson kontaktade kantor Karin Wall Källming i Malexanders församling under senare delen av 1976 för att fråga om det fanns intresse av att starta en kör. Karin bjöd hem Gunnel och Rune Lavén (verksam i Visans vänner) för att diskutera bildandet av en kör. På mötet bestämde de att kören skulle vara blandad och att Karin skulle bli dess dirigent. De behövde hitta en alt och en tenor till kören och kontaktade då Maud Oscarsson och Rolf Carlsson. 1978 bildade kören en förening med egna stadgar. 1986 medverkade kören på en körstämma i Skinnskatteberg. Från 1987 hade kören under några år ett utbyte med kören Slangerupkoret. Kören deltog i Toner för miljoner, Globen. 2008 deltog kören på julkonsert i Globen med Kjell Lönnå som dirigent. Konserten arrangerades av Sånger för livet. 2011 fick kören Mjölby kommuns kulturstipendium. De har även framträtt på Sveriges Television där de framförde Den barmhärtige samariten som är skriven av Wall Källming.
Kören sjunger allt från klassiskt, sakralt till gospel, pop och rock. Mycket att det kören sjunger är arrangerat av Karin Wall Källming. Från 1980 har kören gjort en vårkonsert som nummer ingår i en abonnemangsserie. Kören har framträtt med sommarmusik på Gästis och haft höstkonserter som har arrangerats av Mjölby-Högby Rotaryklubb. Under årens lopp har kören bland annat framträtt med Bengt Hallberg, Göran Fristorp, Peter Lundblad, Sanna Nielsen, Raymond Björling, Cajsa Stina Åkerström, Anna-Lotta Larsson, Gösta Linderholm och Peter Johansson. Under många år har kören samarbetat Peter Johansson och kusinen Matilda Hansson.

## Diskografi
Kören finns även inspelade 1984 på LP:n Samspel.
- 1986 - Vårkonsert (LP). Spelades in vid kören 10-årsjubileum.[2]
- 2003 - Julkonsert (CD).[2]